# Gimenells i el Pla de la Font
Gimenells i el Pla de la Font là một đô thị trong tỉnh Lleida, cộng đồng tự trị Catalonia Tây Ban Nha. Đô thị Gimenells i el Pla de la Font có diện tích là 55,8 ki-lô-mét vuông, dân số năm 2009 là 1183 người với mật độ 21,2 người/km². Đô thị Gimenells i el Pla de la Font có cự ly km so với tỉnh lỵ Lleida.